# Pan Pierre Koulibaly
Pan Pierre Koulibaly (* 24. března 1986, Ouagadougou, Burkina Faso) je fotbalový útočník z Burkiny Faso, který v současné době hraje v marockém klubu Wydad Casablanca. Je také reprezentantem Burkiny Faso.
Jeho bratrem-dvojčetem je burkinafaský fotbalový reprezentant Paul Koulibaly.

## Klubová kariéra
Koulibaly zahájil fotbalovou kariéru v ouagadougouském klubu Étoile Filante Ouagadougou. V roce 2006 se o něj v jeho 20 letech přetahovaly tuniské kluby Étoile du Sahel a Club Africain. Případ se dostal k Tuniské fotbalové federaci a k FIFA. Hráč nakonec přestoupil v létě 2007 do Al-Ittihadu, libyjského klubu z hlavního města Tripolis. Poté hostoval v roce 2008 v libyjském Al-Nasr SC Benghází. V letech 2008–2009 působil v portugalském klubu UD Leiria. Pak se vrátil do Al-Ittihadu a v lednu 2011 zamířil do Belgie. Zde poznal mužstva KV Mechelen, Sportkring Sint-Niklaas a RRFC Montegnée. V roce 2013 se vrátil na africký kontinent a dohodl se na angažmá v marockém celku Wydad Casablanca.

## Reprezentační kariéra
V seniorské reprezentaci Burkiny Faso debutoval v roce 2006.
Zúčastnil se Afrického poháru národů 2013 v Jihoafrické republice, kde burkinafaský národní tým dokráčel až do finále proti Nigérii, které ale ztratil poměrem 0:1.